# The Sin and the Sentence
The Sin and the Sentence je osmé studiové album americké heavy metalové skupiny Trivium. Album vyšlo 20. října 2017 a bylo vydáno pod značkou Roadrunner Records. Producentem alba je Josh Wilbur. Jedná se o první album, na němž se objevuje bubeník Alex Bent, který vstoupil do Trivium koncem roku 2016 a nahradil předchozího bubeníka Paula Wandtkeho.

## Pozadí a vývoj
Ke konci července 2017 začala skupina vydávat krátké videoukázky, na kterých byly zobrazeny římské číslice "VIII.I". Krátce poté se ukázalo, že tyto římské číslice představovaly 1. srpen. V tento den vyšel první, stejnojmenný singl – The Sin and the Sentence.
24. srpna 2017 vydala kapela další singl pojmenovaný The Heart from Your Hate. Ve stejný den též oznámila, že album vyjde 20. října 2017.
15. října 2017 měla premiéru další skladba z alba – Betrayer. 16. října bylo zveřejněno video k této skladbě.
Krátce před vydáním alba poskytli Matt Heafy a Paolo Gregoletto vhled do každé skladby z alba, a to prostřednictvím rozhovoru a krátkých videí.
Matt Heafy v rozhovoru pro Distorted Sound Magazine zmínil, že album původně neslo název The Revanchist. Paolo Gregoletto poté dodal, že dva týdny před odesláním nahrávky vydavatelství došlo ke změně jména; album se nejprve stalo eponymním a poté již bylo přejmenováno na The Sin and the Sentence.

## Hudební styl
Baskytarista Paolo Gregoletto v rozhovoru pro Distorted Sound Magazine uvedl, že plánované album bude tvrdší, extrémnější a že se na něm opět objeví screaming Matta Heafyho. Heafy v jiném rozhovoru pro stejný magazín prohlásil, že podle názoru kapely je album kombinací všeho nejlepšího z předchozích sedmi alb. Při zmínce o procházení starší tvorby zmínil nahrávky In Waves, Ascendancy a Shogun.
Jako hudební styly, které album ovlivnily, jsou uváděny a zmiňovány thrash metal, metalcore a progresivní metal.

## Seznam skladeb
Autorem hudby a textů jsou členové skupiny Trivium.
| Pořadí         | Název                    | Délka |
| -------------- | ------------------------ | ----- |
| 1.             | The Sin and the Sentence | 6:23  |
| 2.             | Beyond Oblivion          | 5:16  |
| 3.             | Other Worlds             | 4:49  |
| 4.             | The Heart from Your Hate | 4:03  |
| 5.             | Betrayer                 | 5:27  |
| 6.             | The Wretchedness Inside  | 5:31  |
| 7.             | Endless Night            | 3:38  |
| 8.             | Sever the Hand           | 5:25  |
| 9.             | Beauty in the Sorrow     | 4:31  |
| 10.            | The Revanchist           | 7:17  |
| 11.            | Thrown into the Fire     | 5:29  |
| Celková délka: | Celková délka:           | 57:49 |

## Osazenstvo
Trivium
- Matt Heafy – vokály (zpěv, screaming), rytmická kytara
- Corey Beaulieu – sólová kytara, vokály v pozadí
- Paolo Gregoletto – baskytara, vokály v pozadí
- Alex Bent - bicí a perkuse

## Žebříčky

### Singly
Singl The Heart from Your Hate se v žebříčku Mainstream Rock Songs časopisu Billboard umístil na 27. místě.

### Album
| Žebříček                              | Pozice (nejvyšší) |
| ------------------------------------- | ----------------- |
| Americký Billboard 200                | 23.               |
| Americký Top Rock Albums (Billboard)  | 3.                |
| Americký Hard Rock Albums (Billboard) | 1.                |
| Australský Top 50 Albums (ARIA)       | 4.                |
| Kanadská alba (Billboard)             | 11.               |
| Rakouský Top 40 (Ö3 Austria)          | 4.                |